# Коронавірусна хвороба 2019 у Ботсвані
Коронаві́русна хворо́ба 2019 у Ботсва́ні — розповсюдження пандемії коронавірусу територією Ботсвани.
Про виявлення перших трьох випадків коронавірусної хвороби на території Ботсвани було заявлено 30 березня 2020 року.
Станом на 8 квітня 2020 року у країні 6 підтверджених випадків захворювання на COVID-19. Одна людина померла.

## Хронологія
30 березня 2020 року міністр МОЗ Ботсвани повідомив про перші три випадки захворювання у країні. Хворобу було виявлено у 2 чоловіків, та однієї жінки, які напередодні подорожували у Великій Британії та Таїланді. Після лабораторного підтвердження хвороби пацієнтів було ізольовано.